# Бертешешть
Бертешешть, Бертешешті (рум. Bărtășești) — село у повіті Бакеу в Румунії. Входить до складу комуни Унгурень.
Село розташоване на відстані 252 км на північ від Бухареста, 15 км на схід від Бакеу, 72 км на південний захід від Ясс, 147 км на північний захід від Галаца.

## Населення
За даними перепису населення 2002 року у селі проживали 377 осіб, усі — румуни. Усі жителі села рідною мовою назвали румунську.